# Longitudine del nodo ascendente

Diagramma degli elementi orbitali; la longitudine del nodo ascendente è rappresentata da Ω (in verde chiaro).

La longitudine del nodo ascendente (anche noto come Ω) è uno degli elementi orbitali usati per descrivere l'orbita di un oggetto nello spazio. 
Per un corpo orbitante attorno al Sole, è l'angolo rispetto al Sole compreso tra il Punto d'Ariete (o Punto Vernale o Equinozio di Primavera) e il  nodo ascendente del corpo, misurato nel piano di riferimento (l'eclittica) e nello stesso senso della direzione del corpo. 
Per un'orbita esterna al Sistema solare, il piano di riferimento è costituito dal piano perpendicolare alla linea di vista dell'osservatore dalla Terra (si tratta quindi del piano tangente alla volta celeste), mentre l'origine è costituita dalla proiezione della retta che unisce l'osservatore con il polo celeste sul piano di riferimento. L'angolo è misurato dall'origine verso il nodo girando verso est (o in senso antiorario, se consideriamo il punto di vista dell'osservatore).

## Calcolo a partire dai vettori di stato
In astrodinamica, per orbite ellittiche la longitudine del nodo ascendente {\displaystyle \Omega } è l'angolo compreso tra la direzione di riferimento (ad esempio l'equinozio di primavera) e il nodo ascendente. Può essere calcolato a partire dai vettori di stato orbitali come:
{\displaystyle \Omega =arccos{{n_{x}} \over {\mathbf {\left|n\right|} }}}
(se   {\displaystyle n_{y}<0} allora {\displaystyle \Omega =2\pi -\Omega })
dove: 
- {\displaystyle n_{x}} è la componente su x di {\displaystyle \mathbf {n} },
- {\displaystyle \mathbf {n} } è il vettore Asse nodale puntato verso il nodo ascendente (la componente su z di {\displaystyle \mathbf {n} } è zero).

Per orbite equatoriali (cioè con inclinazione orbitale uguale a zero) {\displaystyle \Omega \,} è indefinito.
Un parametro orbitale utilizzato al posto della Longitudine del nodo ascendente è l'Ascensione retta del nodo ascendente, che è l'angolo al centro sotteso da un arco di equatore celeste tra il Punto d'Ariete e il nodo ascendente dell'orbita.
È bene precisare che nel caso della longitudine del nodo ascendente l'asse nodale è il segmento dato dall'intersezione tra piano dell'eclittica e piano orbitale; nel caso di utilizzo dell'Ascensione retta del nodo ascendente, l'asse nodale è dato dall'intersezione tra piano equatoriale e piano orbitale. La Longitudine del nodo ascendente è utilizzata maggiormente per descrivere orbite interplanetarie (eliocentriche), mentre l'Ascensione retta del nodo ascendente è utilizzata come parametro orbitale di satelliti geocentrici.